# اندرو آلن
اندرو آلن (Andrew Allen) (زادهٔ ژوئن ۱۷۴۰ – درگذشتهٔ ۷ مارس ۱۸۲۵)، وکیل دادگستری و مقام دولتی از استان پنسیلوانیا بود. آلن که در یک خانواده تأثیرگذار متولد شده بود، در اوایل از آرمان انقلابی در جریان جنگ انقلاب آمریکا حمایت نموده و از ۱۷۷۵ تا ۱۷۷۶ میلادی از پنسیلوانیا در کنگره قاره‌ای دوم نمایندگی کرد. با این همه، همانند اکثر سایر نخبگان ثروتمند در پنسیلوانیا، او نیز مخالف تغییر بنیادگرایانه بود و پس از اعلامیه استقلال ایالات متحده و قانون اساسی ۱۷۷۶ پنسیلوانیا، او یک وفادارمانده شد.

## سال‌های اولیه
آلن در ژوئن ۱۷۴۰ میلادی در یک خانواده مشهور اهل فیلادلفیا متولد شد؛ پدر وی ویلیام آلن، یک بازرگان و وکیل مدافع موفق بود و بعدها رئیس دادگاه عالی پنسیلوانیا شد. اندرو در ۱۷۵۹ میلادی از کالج فیلادلفیا (بعدها به دانشگاه پنسیلوانیا تغییر نام داده شد) فارغ‌التحصیل شد، برای مدت تحت نظر بنجامین چیو به کار عملی در حوزه حقوق پرداخت و پس از آن به لندن رفت تا تحصیلات خود را در رشته حقوق در اینر تمپل تکمیل نماید. او در ۱۷۶۵ میلادی به فیلادلفیا بازگشت، شامل حوزه وکلای دادگستری شده و کار خود به عنوان وکیل دادگستری را آغاز کرد. در همان سال، آلن همچنین در مجلس پنسیلوانیا انتخاب شد. در ۱۷۶۶ میلادی، او به عنوان دادستان کل مستعمره انتصاب یافت. او در آوریل ۱۷۶۸ با سارا («سالی») کوکس که خواهر تنچ کوکس بود، ازدواج کرد. در جریان همان سال وی همچنین به عنوان عضو مجمع فیلسوفان آمریکا انتخاب گردید. در ۱۷۷۰ شوهرخواهر وی فرماندار جان پن، یک کرسی برای وی در شورای فرمانداری داد.

## حرفه
زمانی که قبل از انقلاب آمریکا تنش‌ها شدت گرفت، آلن از جمله منتقدین مصوبه‌های تحمل ناپذیر بود که در ۱۷۷۴ میلادی توسط پارلمان بریتانیا تصویب گردید. او در اعتراض به مصوبه بندر بوستون، بر توافقنامه عدم-واردات امضاء نموده و کالاهای بریتانیایی را تحریم نمود، وی همچنین برای ایجاد یک واحد شبه‌نظامی مستقل، نخستین نیروی سواره نظام شهر فیلادلفیا در ۲ نوامبر ۱۷۷۴ همکاری کرد. در ۳۰ ژوئن ۱۷۷۵، وی توسط مجلس در کمیته امنیت گماشته شده.
در ۱۷۷۵ میلادی، آلن از سوی مجلس پنسیلوانیا به عنوان نماینده در کنگره قاره‌ای دوم انتخاب شد. دستورهایی که به نمایندگان پنسیلوانیا داده شده بود، آنها را از حمایت هر گونه تدابیری که منتهی به استقلال از بریتانیا می‌شد، منع می‌کرد. آلن امیدوار بود که کنگره در نهایت با کشور مادر آشتی خواهد کرد، اما زمانی که کنگره در ۱۷۷۶ میلادی به‌سوی اعلامیه استقلال پیش می‌رفت، آلن دلسرد شد. او در آوریل همان سال از نخستین نیروی شهری استعفا داد. در ۱ ماه مه، او طی یک انتخابات میان دوره‌ای ویژه به عنوان عضو مجلس پنسیلوانیا انتخاب گردید. انتخاب میانه‌روهای مثل آلن، این مفهوم را می‌رساند که رأی‌دهندگان در رابطه با مسئله استقلال هنوز هم محتاط هستند. با این وجود، بنیادگراهای پنسیلوانیا با برگزاری یک کنوانسیون قانون اساسی به هدف ایجاد یک قانون اساسی جدید و یک مجلس عمومی جدید و کمتر محافظه‌کار، واکنش نشان دادند. زمانی که کنگره قاره‌ای به بحث روی مصوبه قانون اساسی در ژوئن ۱۷۷۶ میلادی شروع کرد، آلن از کنگره کنار کشیده و در هیچ جلسهٔ پس از ۱۴ ژوئن شرکت نکرد.
در دسامبر ۱۷۷۶، آلن جناح خود را تغییر داد. وضعیت در فیلادلفیا بسیار وخیم شده بود، چون نیروهای بریتانیایی تحت رهبری ژنرال هاو، نیروهای جورج واشینگتن را از نیویورک به‌سوی پنسیلوانیا عقب رانده بود. جیمز آلن که برادر اندرو بود، وضعیت پرمخاطره آن عده از اهالی فیلادلفیا را که مظنون به نداشتن حس همدردی نسبت به انقلاب بودند و اینکه خانواده آلن چگونه به این شرایط واکنش نشان داد، را در دفترچه خاطرات خود توصیف نمود:
خانه‌ها ناگه باز می‌شدند، افراد بدون هیچ گونه مجوز رسمی از سوی افراد خصوصی به زندان افکنده می‌شدند و آنگونه که گفته می‌شد، یک فهرست ۲۰۰ نفری از افرادی که از انقلاب حمایت نمی‌کردند، به بیرون درز کرده بود که باید دستگیر، زندانی و به کارولینای شمالی فرستاده می‌شدند؛ فهرستی که گفته می‌شد کل خانواده ما در آن درج شده بود. برادران من تحت همین شرایط دستگیر دلهره‌آور، از فیلادلفیا به یونیو فرار نمودند و من نیز بعداً به آنها پیوستم. پس از مدت کوتاهی، برخلاف قضاوت من، آنها همه به ترنتون رفتند و از ارتش ژنرال هاو درخواست محافظت کردند. از آنجا آنها به نیویورک رفتند، جاییکه آنها غمگین و جدا از خانواده‌های خود هستند و قرار است برای مدتی همین‌طور بمانند.— ادوارد دی لانسی
اندرو آلن در ۱۷۷۷ میلادی همراه با ارتش ژنرال هاو به فیلادلفیا بازگشت نمود، اما مدت اقامت وی کوتاه بود و تنها به اندازه مدت اشغال آنها طول کشید و در ۱۷۷۸ میلادی زمانی که نیروهای بریتانیایی شهر را تخلیه نمود، او دوباره با آنها به نیویورک برگشت. از آنجا او به انگلستان رفت. پس از آن، او در لندن شغل وکالت را پیش برد.

## سال‌های پایانی
مجلس پنسیلوانیا در ۱۷۸۱ میلادی آلن را به خیانت محکوم نموده و دارایی‌های او و سایر افراد خانواده وی را ضبط نمود. پس از پایان جنگ، حکومت بریتانیا ضررهای او را بررسی نموده و «کمیسیون ادعاها و ضررها» یک حقوق بازنشستگی همیشگی به ارزش ۴۰۰ پوند به وی اعطاء کرد. در ۱۷۹۲ میلادی، آلن از سوی پنسیلوانیا بخشش گردید. در ۱۷۹۴ میلادی، آلن به پنسیلوانیا بازگشت تا بعضی از طلب‌های خود را که زمان آنها بر اساس پیمان جی، بسر رسیده بود حصول نماید، اما موفق نشد.
او به لندن بازگشت و وفاداری خود را تجدید نمود و املاک او مصادره شد. او بقیه عمر خود را در آنجا سپری کرد و در ۷ مارس ۱۸۲۵ درگذشت.

## ارجاعات
1. 1 2    - اندرو آلن در دایرکتوری زندگی‌نامه‌ای کنگره ایالات متحده
2. 1 2 3 4 5  Johnson 1906, p. 79.
3. ↑  Bell 1997, pp. 237–243.
4. ↑  De Lancey 1877, pp. 208–209.